# Museum Meringa
Museum Meringa was een cultuurhistorisch en landbouwmuseum in het dorpje Zandpol tussen Nieuw-Amsterdam en Schoonebeek.
Het museum opende zijn deuren in mei 2004. De collectie werd in meerdere decennia ervoor opgebouwd en begon met een verzameling oude landbouwmachines, zoals een dorsmachine uit 1935, tractoren, ploegen en handgereedschap. In de loop van de jaren werd de collectie verder aangevuld, waardoor een uitgebreid beeld over het agrarische leven in de 20e eeuw is opgebouwd. Naast een grote agrarische collectie, herbergt het museum tal van andere voorwerpen uit de 20e eeuw inclusief een ouderwetse telefooncel.
De grote stukken staan opgesteld in de schuur en in de tuin van het museum. Binnenin bestaat het museum uit twee verdiepingen, met op de begane grond onder meer twee ingerichte kamers. Verder staan er in het museum kasten en wanden die gevuld zijn met uiteenlopende voorwerpen, van smokkelaarsklompen en bonensnijders tot en met verschillende kinderwagens, koektrommels, koffiemolens, weegschalen, serviezen en ouderwetse ouderbroeken.
In het Stieltjeskanaal voor het museum bevindt zich een aanlegplaats van de antieke snikke Johannes Veldkamp. Via een toertocht staat het museum daarmee in verbinding met het Van Gogh Huis aan de Verlengde Hoogeveense Vaart in Nieuw-Amsterdam. In een vergelijkbare boot reisde Vincent van Gogh in 1883 naar dat huis - toen een logement - in Nieuw-Amsterdam, waar hij drie maanden verbleef en werkte.
In 2024 sloot het museum haar deuren.